# Benno Böhm
Benno Böhm (ur. 17 maja 1891 w Olsztynie, zm. 11 sierpnia 1969 w Tybindze) – nauczyciel w gimnazjum w Olsztynie, dyrektor gimnazjum w Lidzbarku i Kilonii, filolog klasyczny.

## Życiorys
Pochodził z rodziny nauczycielskiej, był synem Augustyna i Rosy z domu Zint. Maturę uzyskał w 1909 roku w olsztyńskim gimnazjum. Studiował grekę i łacinę na uniwersytetach w Monachium, Berlinie i Królewcu. Doktorat obronił w 1913 na Albertynie w Królewcu. W 1919 wrócił do Olsztyna, w 1923 ożenił się z Elizabeth Marienfeld. W Olsztynie urodziły się ich dwie córki.
W Olsztynie Böhm uczył łaciny w gimnazjum, które wcześniej ukończył. Łatwo nawiązywał kontakty (przyjaźnił się m.in. z Friedą Strohmberg), uważany był za znakomitego pedagoga. Potrafił zainteresować swoich uczniów łaciną. Gimnazjaliści tłumaczyli i recytowali starożytną poezję. Pod okiem Benno Böhma przygotowywali przedstawienia teatralne utworów Sofoklesa i Ajschylosa. W 1927 roku, z okazji pięćdziesięciolecia gimnazjum, wystawili tragedię Eurypidesa Alkestis. Łaciński wiersz Ad decem lustra, otwierający jubileuszowe wydawnictwo o historii szkoły, był także pomysłem Böhma. Organizował on również zawody sportowe.
W 1926 pojechał do Berlina na specjalistyczny kurs, w celu uzupełniania wiedzy. Dużo czasu spędził w berlińskich bibliotekach. Efektem tego pobytu była rozprawa o poglądach Sokratesa w osiemnastowiecznej myśli filozoficznej. Pruska Akademia Nauk pracę tę nagrodziła i w 1928 r. wydała drukiem. Rok później, po otrzymaniu propozycji kierowania redakcją poważnego czasopisma pedagogicznego, Böhm przeniósł się na stałe do Berlina. Rozpoczął także pracę nad studium o historii wychowania i nauczania w Niemczech. Po trzech latach zrezygnował jednak z dobrze zapowiadającej się kariery naukowej i od marca 1932 pracował jako dyrektor gimnazjum w Lidzbarku Warmińskim. Po dojściu do władzy nazistów, w 1937 stracił posadę dyrektora i przeniósł się do Welawy.
Po wojnie był dyrektorem gimnazjum w Kilonii, gdzie również wspólnie z młodzieżą organizował przedstawienia dzieł klasycznych autorów.